# Viva! Hysteria
Viva! Hysteria ist ein 2013 veröffentlichtes Livealbum der britischen Hard-Rock-Band Def Leppard, mit der die Gruppe ihre elf Auftritte während der sogenannten „Residency“ im Hard Rock Hotel and Casino in Las Vegas dokumentierte.

## Hintergrund
Vom 22. März bis 13. April 2013 trat Def Leppard im Rahmen eines elf Auftritte umfassenden Gastspiels im „The Joint“ des Hard Rock Hotel and Casino in Las Vegas auf, um alle Lieder ihres 1987 veröffentlichten Erfolgsalbums Hysteria live vor Publikum darzubieten. Dabei wurde die Titelfolge genau eingehalten.
Eine echte Vorgruppe gab es bei den Konzerten nicht, stattdessen trat die Band unter dem Namen „Ded Flatbird“ selbst in ihrem Vorprogramm auf und spielte zahlreiche Lieder aus ihren frühen Jahren, vornehmlich von den Alben On Through the Night und High n’ Dry. Die Auftritte von „Ded Flatbird“ vom 29. und 30. März 2013 wurden aufgenommen und waren auf einer zweiten CD enthalten. Außerdem wurde das gesamte Konzert für eine Videoveröffentlichung gefilmt.
Viva! Hysteria wurde ab dem 18. Oktober 2013 als Downloadversion, als Doppel-CD und in einer Videofassung als DVD und Blu-ray Disc angeboten

## Titelliste
CD 1 enthält alle Titel des Hysteria-Albums sowie zwei weitere Titel vom Album Pyromania
1. Women – 6:11 (Steve Clark, Phil Collen, Joe Elliott, Robert John „Mutt“ Lange, Rick Savage)
2. Rocket – 6:10 (Clark, Collen, Elliott, Lange, Savage)
3. Animal – 4:08 (Clark, Collen, Elliott, Lange, Savage)
4. Love Bites – 6:09 (Clark, Collen, Elliott, Lange, Savage)
5. Pour Some Sugar on Me – 4:33 (Clark, Collen, Elliott, Lange, Savage)
6. Armageddon It – 5:27 (Clark, Collen, Elliott, Lange, Savage)
7. Gods of War – 6:11 (Clark, Collen, Elliott, Lange, Savage)
8. Don’t Shoot Shotgun – 4:34 (Clark, Collen, Elliott, Lange, Savage)
9. Run Riot – 4:50 (Clark, Collen, Elliott, Lange, Savage)
10. Hysteria – 6:00 (Clark, Collen, Elliott, Lange, Savage)
11. Excitable – 4:38 (Clark, Collen, Elliott, Lange, Savage)
12. Love and Affection – 6:11 (Clark, Collen, Elliott, Lange, Savage)
13. Rock of Ages – 4:16 (Clark, Savage, Lange, Elliott)
14. Photograph – 6:11 (Clark, Pete Willis, Savage, Elliott)

CD 2 enthält die von der fiktiven Vorgruppe “Ded Flatbird” gespielten Titel
1. Good Morning Freedom – 3:37 (Elliott)
2. Wasted – 3:45 (Steve Clark, Elliott)
3. Stagefright – 3:42 (Elliott, Lange, Savage)
4. Mirror Mirror (Look Into My Eyes) – 4:57 (Clark, Elliott, Savage)
5. Action – 4:14 (Brian Connolly, Steve Priest, Andy Scott, Mick Tucker)
6. Rock Brigade – 3:32 (Elliott, Savage)
7. Undefeated – 5:26 (Elliott)
8. Promises – 4:12 (Collen, Lange)
9. On Through the Night – 5:12 (Clark, Elliott, Savage)
10. Slang – 2:38 (Elliott, Collen)
11. Let it Go – 6:09 (Clark, Elliott, Willis)
12. Another Hit and Run – 5:15 (Elliott, Savage)
13. High ’n’ Dry (Saturday Night) – 3:45 (Clark, Elliott, Savage)
14. Bringin’ on the Heartbreak – 4:44 (Clark, Elliott, Willis)
15. Switch 625 – 5:09 (Clark)

## Rezeption
Rocks schrieb über Viva! Hysteria, obwohl „der Sänger während des Konzerts immer wieder stimmlich zu kämpfen“ habe, habe sich die Band „gegen Perfektion und für ungeschönte Wahrheiten entschieden: Nachgebessert wurde nicht.“ „Wer in Vivian Campbell, Phil Collen und Rick Savage drei exzellente Sänger im Rücken“ habe, könne sich „auch das eine oder andere Krächzen erlauben.“ Viva! Hysteria sei „eine aufrichtige, von Grund auf sympathische Hochglanz-Produktion, die den Def Leppard der Gegenwart gerecht“ werde.